# Genesis Nomad
Genesis Nomad, còn gọi là Sega Nomad, là một máy chơi trò chơi điện tử cầm tay do Sega sản xuất và phát hành tại Bắc Mỹ tháng 10 năm 1995. Nomad là một biến thể di động của máy chơi trò chơi điện tử tại gia Sega Genesis (gọi là Mega Drive ngoài khu vực Bắc Mỹ). Đây là một phiên bản di động của máy chơi trò chơi điện tử gia đình Mega Jet được thiết kế lại để sử dụng trên các máy bay ở Nhật Bản, Nomad là máy chơi trò chơi điện tử cầm tay cuối cùng do Sega phát hành. Máy cũng có thể kết nối với TV thông qua cổng video.
Máy phát hành vào cuối thời Genesis, Nomad có vòng đời ngắn. Máy phát hành bán độc quyền ở Bắc Mỹ, Nomad chưa bao giờ chính thức bán ra trên toàn thế giới và có chế độ khóa theo khu vực. Do Sega quá tập trung vào Sega Saturn khiến Nomad không nhận được nhiều hỗ trợ và bản thân thiết bị cầm tay này cũng không tương thích với một số thiết bị ngoại vi của Genesis như Power Base Converter, Sega CD và 32X. Với doanh số bán ra chỉ rơi vào khoảng 1 triệu máy, Nomad bị coi là một thất bại về mặt thương mại. Tuy nhiên, máy cũng đã nhận nhiều lời khen ngợi nhờ vào các thông số kỹ thuật mạnh và là "thực sự là thiết bị cầm tay 16-bit đầu tiên".

## Lịch sử

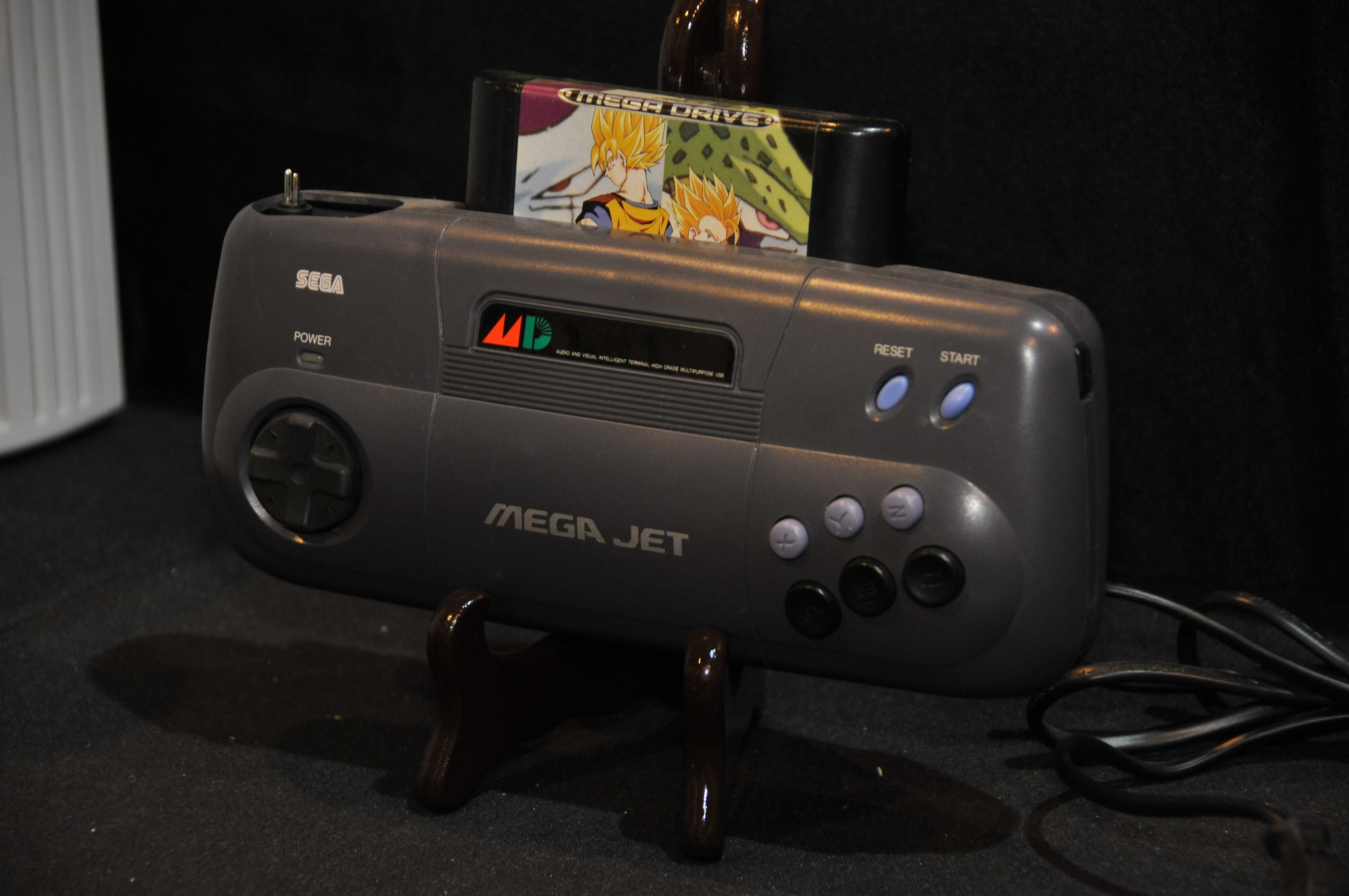
Mega Jet, một phiên bản Mega Drive di động được thiết kế cho máy bay và ô tô, là nguồn cảm hứng cho thiết kế của Genesis Nomad

Sega Genesis là bước đầu tiên của Sega vào kỷ nguyên 16-bit của máy chơi trò chơi điện tử. Tại Nhật Bản, Sega đã phát hành Mega Jet, một phiên bản Mega Drive di động để sử dụng trên các chuyến bay của Japan Airlines. Mega Jet phải kết nối với màn hình TV và nguồn điện, do đó, ngoài các chuyến bay, máy chỉ có thể sử dụng trên ô tô có trang bị TV và ổ cắm bật lửa. Trên máy bay, Mega Jet kết nối với màn hình kê tay. Năm 1994, máy phát hành giới hạn cho người dùng tại các cửa hàng bách hóa ở Nhật Bản nhưng không thành công.

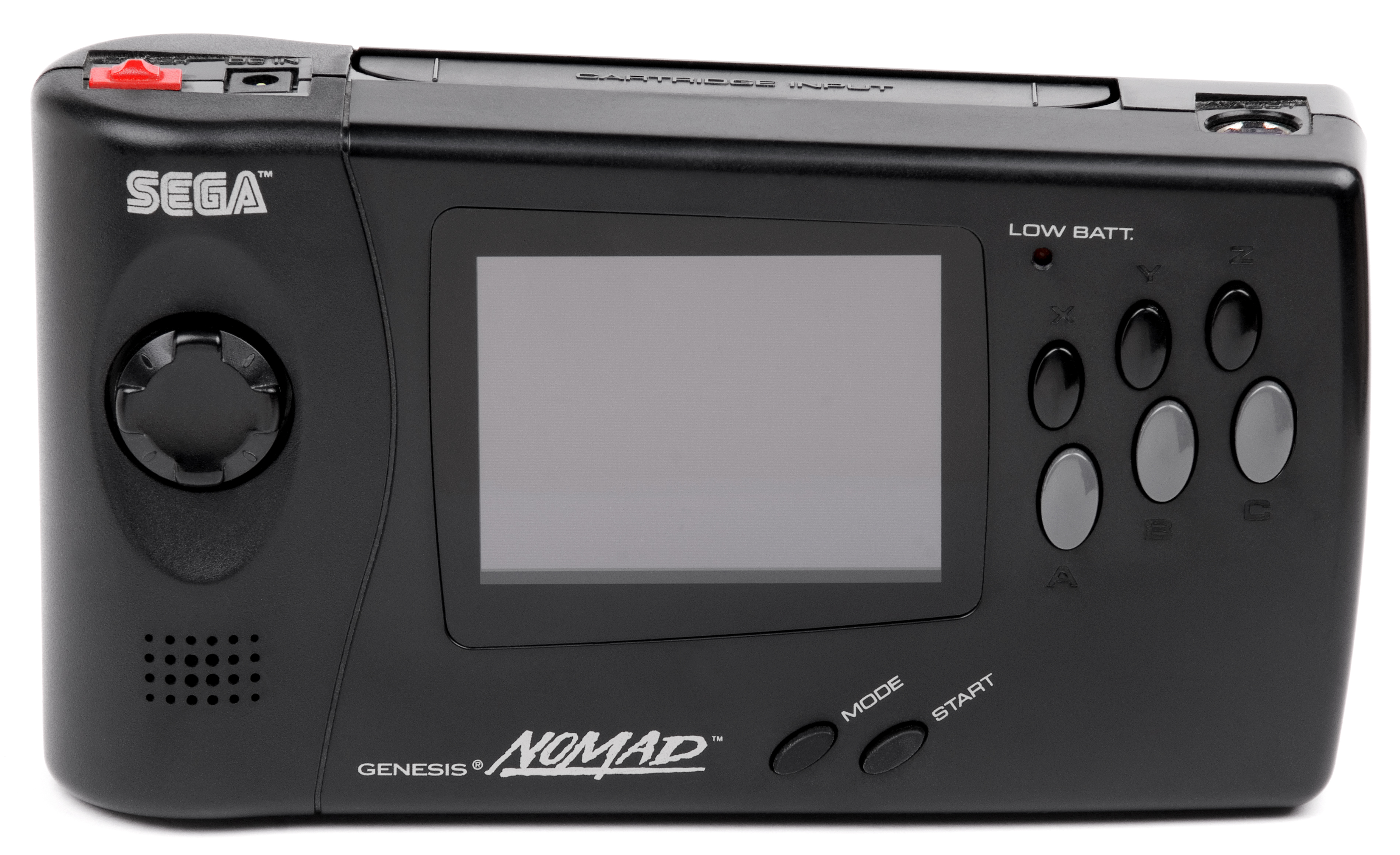
Mặt trên và mặt trước của Nomad, hiển thị công tắc nguồn màu đỏ, cổng "DC in", chỗ cắm băng và cổng "AV out" để chiếu Nomad lên màn hình TV

Lên kế hoạch phát hành một máy chơi trò chơi điện tử cầm tay mới để kế nhiệm Game Gear, Sega ban đầu dự định sản xuất một hệ máy có màn hình cảm ứng hai năm trước thiết bị cầm tay Game.com của Tiger Electronics. Tuy nhiên vào thời điểm đó, công nghệ màn hình cảm ứng rất đắt đỏ, vì vậy Sega đã phát hành Genesis Nomad, một phiên bản cầm tay của Genesis. Tên mã phát triển là "Project Venus". Sega hy vọng sẽ tận dụng được sự thông dụng của Genesis ở Bắc Mỹ. Lúc đó, Genesis Nomad là máy chơi trò chơi điện tử cầm tay duy nhất có thể kết nối với TV.
Tháng 10 năm 1995, Nomad phát hành độc quyền ở Bắc Mỹ. Phiên bản này tồn tại được năm năm trong phạm vi thị trường của Genesis, với một thư viện có sẵn gồm hơn 500 trò chơi Genesis. Ban đầu The Ooze của Học viện Kỹ thuật Sega (Sega Technical Institute) được lên kế hoạch sẽ là trò chơi ra mắt, nhưng lại không được đưa vào. Theo cựu trưởng nhóm nghiên cứu và phát triển của Sega of America là, Joe Miller, Nomad không nhằm mục đích thay thế Game Gear và Sega of Japan có rất ít kế hoạch cho thiết bị cầm tay mới. Sega đã hỗ trợ năm hệ máy khác nhau: Saturn, Genesis, Game Gear, Pico và Master System, cũng như Sega CD và các tiện ích bổ sung 32X. Tại Nhật Bản, Mega Drive chưa bao giờ thành công và Saturn thành công hơn PlayStation của Sony, vì vậy CEO của Sega Enterprises là Nakayama Hayao quyết định tập trung vào Saturn, dẫn đến việc ngừng hỗ trợ cho Genesis và các sản phẩm dựa trên Genesis. Ngoài ra thì Game Boy, máy chơi trò chơi điện tử cầm tay của Nintendo từng thống trị thị trường, thì thậm chí còn trở nên bất bại hơn với việc phát hành Pokémon Red và Blue. Điều này có nghĩa là Nomad đã không thành công. Đến năm 1999, Nomad được bán với giá chưa đến một phần ba so với giá ban đầu.

## Thông số kỹ thuật

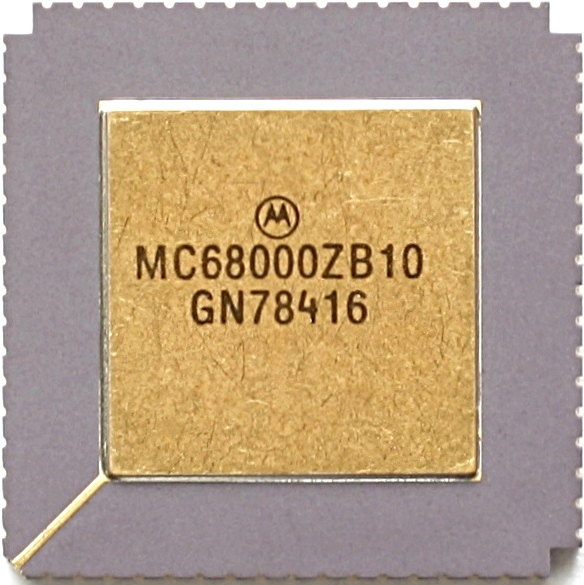
Motorola MC68000, cùng loại chip được sử dụng trong Genesis Nomad

Tương tự như Genesis và Mega Jet, CPU chính của Nomad là Motorola 68000. Nomad tương tự như máy chơi game kích thước đầy đủ, nó có bộ nhớ, đồ họa và khả năng âm thanh; biến thể duy nhất đó là nó hoàn toàn tự cung tự cấp. Tuy nhiên, do kích thước màn hình nhỏ hơn nên bị nhòe, đặc biệt là khi cuộn lên xuống nhanh. Nomad sở hữu màn hình màu LC dysplay có đèn nền, với kích thước đường chéo 3,25 inch và đầu ra A/V để chơi Nomad trên màn hình TV. Các yếu tố thiết kế của thiết bị cầm tay được làm tương tự như Game Gear, nhưng bao gồm sáu nút để tương thích hoàn toàn với các bản phát hành Genesis sau này. Ngoài ra còn có công tắc nguồn màu đỏ, giắc cắm tai nghe, nút xoay điều chỉnh âm lượng và đầu vào bộ điều khiển riêng biệt cho các trò chơi nhiều người chơi. Cổng cắm tay cầm điều khiển hoạt động như người chơi thứ 2, vì vậy không thể chơi trò chơi một người bằng tay cầm Genesis. Nomad có thể được cấp nguồn bằng bộ chuyển đổi nguồn AC, bộ sạc pin gọi là Genesis Nomad PowerBack, hoặc sáu pin AA, cung cấp thời lượng chơi từ hai đến ba giờ. Nomad tiêu thụ nhiều điện hơn (DC 9V, 3,5W) so với máy chơi trò chơi điện tử cầm tay trước đó của Sega là Game Gear (DC 9V, 3W).
Nomad hoàn toàn tương thích với một số thiết bị ngoại vi của Genesis, bao gồm Sega Activator, Team Play Adapter, Mega Mouse và các tiện ích bổ sung mạng Sega Channel và XBAND. Tuy nhiên, Nomad không tương thích với Power Base Converter, Sega CD hoặc 32X. Điều này có nghĩa là Nomad chỉ có thể chơi các trò chơi Genesis, trong khi máy Genesis tiêu chuẩn có thể chơi Master System, Sega CD và trò chơi của 32X với các tiện ích bổ sung tương ứng.

## Thư viện trò chơi
Nomad không có thư viện trò chơi riêng, thay vào đó là các trò chơi của Genesis. Vào thời điểm ra mắt, Nomad đã có hơn 500 trò chơi. Tuy nhiên, không có trò chơi nào đi kèm sản phẩm. Nomad có thể khởi động các trò chơi không có giấy phép, homebrew và các trò chơi lậu được tạo cho Genesis. Một số trò chơi của bên thứ ba trước đó có vấn đề về khả năng tương thích khi chơi trên Nomad, nhưng có thể chơi thành công nếu sử dụng Game Genie. Tương tự, do không tương thích với bất kỳ tiện ích bổ sung nào của Genesis, máy không thể chơi bất kỳ trò chơi nào dành cho Sega Master System, Sega CD hoặc Sega 32X. Nomad sử dụng hai phương pháp khóa khu vực khác nhau, vật lý và phần mềm, nhưng các phương pháp này đều dễ dàng bị vượt qua.

## Đón nhận và di sản
Đánh giá về Nomad ngay sau khi ra mắt, Game Players cho rằng mức giá này "hơi cao", nhưng nói đây là hệ máy di động tốt nhất trên thị trường và khuyến khích sử dụng nó hơn là Genesis vì nó có thể chơi tất cả các trò chơi như nhau ở định dạng di động. Trong một bài đánh giá cuối năm 1997, một nhóm bốn biên tập viên Electronic Gaming Monthly đã cho điểm Nomad là 8.0, 6.5, 7.0 và 7.5. Ca ngợi sự hỗ trợ cho toàn bộ thư viện Genesis, nhưng chỉ trích việc tiêu thụ pin quá lớn và lưu ý rằng mặc dù giá đã giảm, nhưng vẫn đủ đắt để làm nản lòng người dùng. Trong khi khen ngợi màn hình hiển thị, họ nhận xét rằng kích thước nhỏ khiến việc chơi một số trò chơi trở nên khó khăn. Sushi-X tuyên bố Nomad là hệ máy chơi trò chơi điện tử di động tốt nhất trên thị trường, trong khi ba người đồng nghiệp đánh giá theo quan điểm nghi ngờ, nói máy có giá trị nhưng có thể không phải là một sản phẩm đáng mua.
Blake Snow của GamePro liệt kê Nomad ở vị trí thứ năm trong danh sách "10 Thiết bị Cầm tay có Doanh thu tệ nhất mọi thời đại", chỉ trích thời điểm xuất hiện không đúng lúc trên thị trường, quảng cáo hời hợt và tuổi thọ pin kém. Scott Alan Marriott của Allgame không chỉ đơn giản đặt vấn đề thời gian là lý do khiến Nomad không bán được hàng, ông nói "Lý do cho sự thất bại của Nomad rất có thể là sự kết hợp của các yếu tố như ra mắt không đúng lúc, mất niềm tin vào hãng và chi phí tương đối cao của máy (mà không có gói đi kèm). Những người đã sở hữu Genesis cảm thấy lo lắng khi phải đầu tư vào một hệ máy 16-bit nữa". Tuy nhiên, Stuart Hunt của Retro Gamer đã ca ngợi Nomad, hồi tưởng rằng Nomad là "thực sự là thiết bị cầm tay 16-bit đầu tiên" và tuyên bố đây là biến thể tốt nhất của Genesis. Ông lưu ý đến khả năng sưu tầm của Nomad, do sản xuất số lượng ít và tuyên bố, "Nếu Sega đã đưa ra khái niệm về Nomad trước Mega Drive 2, và tung ra nó như một bản kế nhiệm thực sự cho Mega Drive... thì có lẽ Sega có thể đã thành công trong mục tiêu ban đầu là kéo dài tuổi thọ của Mega Drive ở Mỹ". Năm 2017, một bản mod đã được phát triển để có thể sạc Nomad bằng USB.